# Asgard (inslagkrater)

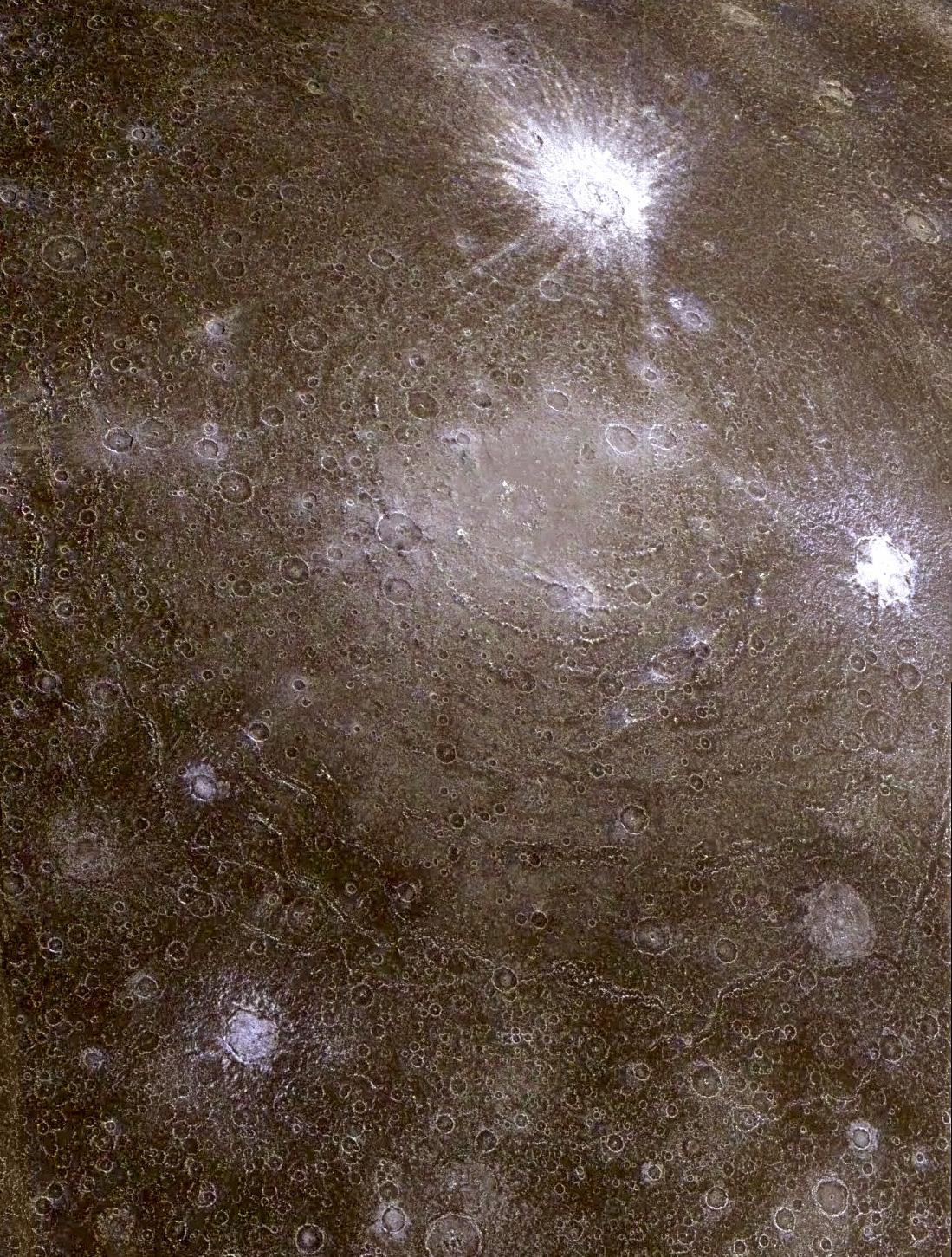
Foto

Asgard is de tweede grootste inslagkrater op Jupitermaan Callisto. Ze heeft een diameter van 1600 km en is genoemd naar Asgaard, het koninkrijk van de Goden in de Noordse mythologie.